# Мінералогічне картування
Мінералогічне картування (англ. mineralogical mapping, нім. mineralogische Kartierung f) — нанесення на відповідні карти різних особливостей мінералогії мінеральних комплексів (родов. або гірських порід), напр.: поширення мінералів, просторові зміни їх хім. складу, форми кристалів або ін. виділень, проявів метаморфізму мінералів тощо.